# Kempener Feld/Baackeshof
Kempener Feld/Baackeshof – dzielnica miasta Krefeld w Niemczech, w kraju związkowym Nadrenia Północna-Westfalia, w rejencji Düsseldorf.

## Populacja

### Demografia
Według spisu ludności z 2023 roku w dzielnicy Kempener Feld/Baackeshof mieszkało 10 078 mieszkańców.